# Bill Foulkes
Bill Foulkes, właśc. William Anthony Foulkes (ur. 5 stycznia 1932 w St Helens, zm. 25 listopada 2013 w Manchesterze) – angielski piłkarz, trener piłkarski, legenda Manchesteru United. Spędził tu całe profesjonalne piłkarskie życie. W klubie z Old Trafford jest czwartym co do największej liczby rozegranych spotkań w barwach United, biorąc pod uwagę wszystkie rozgrywki (688; za Ryanem Giggsem, Bobbym Charltonem i Paulem Scholesem).
6 lutego 1958 przeżył katastrofę lotniczą w Monachium i przyczynił się do uratowania kilku kolegów z drużyny, trenera oraz jugosłowiańskiej pasażerki wraz z córką.

## Sukcesy piłkarskie
- Pięciokrotny Mistrz Anglii z Manchesterem United (sezony: 1951/52; 1955/56; 1956/57; 1964/65; 1966/67)
- Zdobywca Pucharu Anglii (sezon 1962/63)
- Pięciokrotny zdobywca Tarczy Wspólnoty [dawniej Tarczy Dobroczynności] (sezony: 1951/52; 1955/56; 1956/57; 1964/65; 1966/67)